# Titanfall 2
Titanfall 2 (укр. Титанопад 2) — фантастичний шутер від першої особи з елементами симулятора меха, розроблена Respawn Entertainment. Є сиквелом гри Titanfall, випущеної в 2014 році. Гра вийшла на ПК, Xbox One і PS4 28 жовтня 2016 року.

## Геймплей
Подібно до свого попередника, гра являє собою шутер від першої особи, в якому гравці можуть контролювати пілота і екзоскелети «Титани», виконані в стилі «Меха». Пілот має арсенал здібностей, які дозволяють здійснювати стрибки і біг по стрімких стінах з допомогою «стрибкового модуля пілота». Ці здібності можуть бути використані один з одним для того, щоб швидко переміщатися по ігровим локаціям. Швидкість паркуру значно повільніша, ніж в попередній грі серії, що робить гру більш доступною для нових гравців. Матчі були перероблені так, що гравці тепер мають достатньо часу, щоб вивчити карту і її особливості.
Коли гравець отримує достатню кількість очок, то може викликати Титана, що десантується з неба. Вони значно повільніші, ніж пілоти, але вони мають більш потужну зброю і більш живучі. Були введені шість нових видів Титанів.
Зазнала значних змін кастомізація Титанів. Тепер кожен «тип» титану володіє закріпленими за ним зброєю і здібностями, які не можуть бути змінені гравцем як це було в першій частині, проте можна трохи змінити їх принцип дії: наприклад, додати кулям рикошет, або при катапультуванні влаштувати ядерний вибух.

## Рушій
Рушій Source, використаний в першій частині гри, в Titanfall 2 був підданий переробці. За заявою технічного директора гри, в рушії Source оновили систему візуалізації, звуковий рушій, скриптову систему, а також мережевий код рушія для якіснішого з'єднання. За фізику в грі відповідає Havok.

## Сюжет
Вперше в грі з'явилася повноцінна сюжетна кампанія для одного гравця.
В основі сюжету Titanfall 2 лежить протистояння народного ополчення і корпорації IMC, яка прагне знищити повстанців у системі Фронтир, щоб заволодіти їхніми ресурсами.
Головний герой — Джек Купер, солдат, який мріє стати пілотом — елітним бійцем, що має в розпорядженні самі передові технології і особистого Титана — розумну бойову машину-меха. Купера навчає капітан Ластимоза, який сам є пілотом титану BT-7274.
Під час виконання особливо важливого завдання з пошуку зниклого майора Андерсона, що володіє важливими відомостями про плани IMC, весь загін Купера, включаючи Ластимозу, гине при нападі групи елітних найманців «Вищі Хижаки», що працює на IMC, на чолі з Кубеном Блиском. Вмираючи, капітан віддає свого Титана Куперу.
Купер і BT продовжують завдання Ластимози з пошуку майора Андерсона, але знаходять його мертвим з портативною машиною часу на руці. Виявляється, IMC знайшли артефакт під назвою «Ковчег», що володіє такою потужністю, що дозволяє переміщатися в часі, і на його основі корпорація створює гармату величезної потужності, щоб знищити рідну планету ополченців — «Гармонію». Возз'єднавшись з уцілілими силами повстанців, BT Купер приєднуються до основних сил опору.
Повстанці організовують масовану атаку на головну базу IMC, де зберігається Ковчег, однак в останній момент корпорації вдається транспортувати артефакт на авіаносці. Повстанці організують погоню на авіаносцях IMC. Під час погоні на повстанців виходить елітний член «Вищих Хижаків» — Гюрза, що пілотує особливого літаючого Титана. Насилу здолавши його, BT Купер добираються до авіаносця з Ковчегом, однак Гюрза що вмирає сильно пошкоджує BT і збиває авіаносець.
BT з Купером потрапляють у полон до «Вищих Хижаків», де Блиск витягує Ковчег, який BT замкнув у кабіні, і знищує Титана. Втікши з полону, Купер вставляє вцілілий електронний мозок BT до нового Титану, і пробивається до знаряддя, яке вже почало заряджатися. У знаряддя BT знову отримує критичні пошкодження, і вирішує активувати самознищення, щоб знищити Ковчег. В останній момент він витягує Купера з кабіни і кидає його з величезною силою, дозволяючи тому врятуватися.
Знаряддя IMC знищено, але війна триває. Купера офіційно призначають пілотом. Йому видають нового Титана, але він все ж сумує за BT.
Після титрів показують шолом Купера з миготливими вогниками, які в бінарному коді утворюють слово «Джек?».

## Мультиплеєр
У мультиплеєрі гравцеві доступно 7 видів тактики пілота — особливої здатності, яка сильно впливає на ґеймплей. Кожна тактика суттєво змінює зовнішній вигляд пілота:
- Маскування — дозволяє на короткий час зробити пілота невидимим для Титанів і слабо помітні для пілотів.
- Пульсуючий клинок — дозволяє метнути особливий клинок, який за допомогою сонара виявляє силуети ворогів крізь стіни в великому радіусі. Миттєво вбиває пілота або рядового противника при попаданні.
- Гак-кішка — дозволяє використовувати гак-кішку, щоб дістатися до важкодоступних місць, ворожого або союзної Титану (включаючи свого) або провести особливу атаку, причепившись до пілота.
- Стимулятор — при використанні значно збільшує швидкість зцілення і переміщення пілота на короткий час.
- Стіна + — особливий щит, який при встановленні посилює всі постріли союзників і гравця.
- Фазовий зсув — дозволяє ненадовго перейти на альтернативне простір, в якому пілот стає невидимий і невразливий для всіх в звичайному просторі, як і вони для нього. Якщо два гравці використовують фазовий зсув, то вони можуть побачити один одного в ньому. Також, якщо гравець вийде з альтернативного простору на тому місці, де знаходиться ворог, то ворога рознесе на шматки.
- Голопилот — дозволяє розмістити голографічний копію пілота для заплутування супротивників, яка повторює останнє рух гравця.

У мультиплеєрі присутні 7 видів Титанів з унікальною зброєю і здібностями, а також спецатакою, що заряджається при нанесенні шкоди:
- Іон — озброєний енергетичної автоматичною гвинтівкою і спеціалізується на точкових атаках лазером. Режим захисту — вихровий щит, який ловив ворожі снаряди і відображає їх назад. Також здатний ставити міни. Спецатака — важка лазерна гармата в грудях Титану.
- Скорч — озброєний гранатометом з термітними боєприпасами, спеціалізується на використанні можливостей терміту і атаках вогняними хвилями. Режим захисту — тепловий щит, плавильника снаряди противника і завдає шкоди в ближньому бою. Здатний стріляти балонами з легкозаймистою газом. Спецатака — дві хвилі вогню, завдають серйозної шкоди і запалювальні землю.
- Нордстар — озброєний рельсотроном з заряджати пострілами, спеціалізується на можливості польоту і бою на дальній дистанції. Режим захисту — установка енергокапканів, що сковують руху ворожих Титанів. Здатний вистрілювати кластерної ракетою. Спецатака — зліт з зависанням і випуск граду ракет.
- Ронін — озброєний дробовиком і величезним мечем, спеціалізується на ближньому бою і можливості швидко піти з бою, використовуючи фазовий зсув. Режим захисту, блокування атак мечем, знижує утрату Титану. Здатний випускати дугові хвилі, що завдають шкоди ворогам і сповільнюють їх. Спецатака — посилення меча, що значно підвищує шкоди і блокує здатність.
- Тон — озброєний гарматою з розривними патронами, спеціалізується на захопленні цілей для автонаведения за допомогою стежать патронів і сонара. Режим захисту — силовий бар'єр, встановлений на землю. За допомогою сонара може виявляти супротивників і частково наводитися на них. Спецатака — величезний залп ракет.
- Легіон — озброєний важкою шестиствольною гарматою з перемиканням режиму дальності, спеціалізується на придушенні ворогів вогнем завдяки високій скорострільності зброї. Режим захисту — створення щита навколо гармати. Здатний проводити посилені постріли у двох режимах: швидка чергу з великою кількістю снарядів та один заряджений точковий постріл. Спецатака — автонаведення гармати на ціль.
- Монарх (Monarch's Reigns DLC) — його ядро працює таким чином, що дозволяє гравцеві вибирати бажані поліпшення по ходу матчу. Якщо залишатися в живих як можна довше, вдасться в підсумку побачити його «фінальну форму».

## Критика
| Агрегатор  | Оцінка                                 |
| ---------- | -------------------------------------- |
| Metacritic | (PC) 86/100 (PS4) 89/100 (XONE) 87/100 |

| Видання        | Оцінка    |
| -------------- | --------- |
| Destructoid    | 8.5/10    |
| Eurogamer      | Essential |
| Game Informer  | 9.5/10    |
| GameRevolution | [ 10 ]    |
| GameSpot       | 9/10      |
| GamesRadar+    | [ 12 ]    |
| IGN            | 9/10      |
| PC Gamer (США) | 91/100    |
| Polygon        | 7/10      |

Titanfall 2 отримав як позитивне визнання у гравців, так і високі оцінки в пресі.